# Urbanistica di Rimini

## L'età romana
La pianta di Rimini presenta ancora oggi gli elementi tipici della città romana, riconoscibili nella regolarità dei tracciati viari del centro storico. L'impianto urbano della città antica era organizzato intorno a due assi principali: il decumano massimo (l'attuale Corso d'Augusto) e il cardo massimo (l'attuale Via Giuseppe Garibaldi – Via Quattro novembre), alla cui intersezione, in corrispondenza dell'odierna Piazza Tre Martiri, si apriva il foro. L'ampiezza dell'area cinta dalle mura difensive fu determinata dai due precisi limiti geografici rappresentati dai corsi del Marecchia a nord-ovest e dell'Ausa a sud-est.
La prima cinta muraria, caratterizzata da un andamento per gran parte semicircolare, fu quella costruita all'epoca stessa della fondazione romana; il territorio chiuso da tale fortificazione non fu mai completamente urbanizzato, ma arrivò ad ospitare una popolazione di circa diecimila abitanti.
Verso la fine del III secolo d.C., per difendersi dalle incursioni degli alemanni, la città fu cinta da nuove mura, che ricalcavano il tracciato delle fortificazioni preesistenti ad eccezione del settore nord-orientale, dove si inoltravano verso il mare per includere al loro interno l'anfiteatro e il porto.

## Il Medioevo
Nonostante la contrazione urbana avvenuta in età altomedievale, nella storia di Rimini i limiti difensivi della città non furono mai arretrati: per secoli rimasero coincidenti con le vecchie mura romane.
I Malatesta, signori di Rimini dal 1295 al 1500, ampliarono leggermente (100-150 metri) la cinta muraria (i primi lavori iniziarono durante l'età comunale). Le vaste aree libere tra le due cerchie vennero parzialmente coltivate a orti. La pianta urbana era caratterizzata da un asse viario centrale, coincidente con l'antico decumano massimo, che la attraversava da sud a nord. Per tutta l'età medievale e moderna fu chiamata «Strada Maestra». L'antico cardine della colonia romana, invece, subì dei rimaneggiamenti. La parte ad est perse importanza, mentre la parte ad ovest fu conservata. Questo trattò portò il nome di «Strada dei magnani» fino all'unità d'Italia, poiché lungo la via si trovavano le botteghe dei ferraioli. Essa terminava con una porta (Porta di Sant'Andrea, dal XIX secolo Porta Montanara) che si è conservata fino ad oggi.

Ad est del decumano, in sostituzione dell'antico cardine, assunse importanza una strada collocata più a nord: l'attuale via Gambalunga. Ciò indica che in epoca alto-medievale il baricentro della città si spostò verso il ponte di Tiberio.
Il Foro di età romana, posto alla confluenza del cardo con il decumano massimo, perse progressivamente importanza. In età moderna il Foro fu rinominato Piazza Grande o Piazza di S. Antonio (è l'attuale Piazza Tre Martiri); essa mantenne per secoli la funzione di "piazza del mercato", nome con la quale è sempre stata popolarmente chiamata. L'andamento sinuoso, irregolare e concentrico rispetto all'area dell'antico foro dei tracciati viari dei rioni Montecavallo e Pomposo (vie Aurelio Bertola e Alessandro Serpieri, Vicolo Cima, Via Santa Chiara, Via Maurizio Bufalini) mostrano l'abbandono dello schema fatto di strade parallele e perpendicolari risalente all'età romana. Nel settore nord-orientale del centro (vie Ducale e Santa Maria al Mare) è leggibile invece l'ampliamento della città seguito alla costruzione del nuovo porto, resosi necessario dopo che una violenta piena del Marecchia provocò lo spostamento dell'alveo del fiume verso nord.
La cattedrale (Rimini era sede vescovile), intitolata a Santa Colomba, era sita nell'attuale piazza Malatesta (di essa rimane il campanile, di forme romaniche). L'area era attraversata dall'antico acquedotto romano, al fianco del quale correva un cardine secondario dedicato al trasporto di merci pesanti. Probabilmente l'acquedotto terminava nel luogo ov'era collocata la fontana medievale.
Anche il perimetro di mura medievali circondava la città fino ai due fiumi che la delimitano naturalmente.
Uscendo dalla città a nord iniziavano due importanti vie di comunicazione: una che portava a Ravenna (l'attuale «Adriatica») e la via Emilia. Provenendo da sud, si entrava a Rimini attraverso la via Flaminia. A nord si usciva da Rimini tramite il ponte sul Marecchia (I sec. d.C.); a sud si entrava tramite l'Arco di Augusto (I sec. a.C.). Entrambe le infrastrutture sono tuttora esistenti.
A partire dall'XI secolo si formarono due nuovi agglomerati urbani, uno a nord e uno a sud delle mura romane:
- A nord: l'abitato di San Giuliano. Sorse a nord del Marecchia attorno all'antica Abbazia dei SS. Pietro e Paolo. All'interno del complesso monastico vi era una chiesa dov'erano conservate le relique di San Giuliano. Così la chiesa ne assunse il nome e San Giuliano divenne poi il nome dell'intero sobborgo. Sin dai primi tempi fu abitato da marinai, portuali e artigiani navali. Nei primi secoli San Giuliano fu un centro abitato autonomo: lo dimostra il fatto che ebbe mura proprie, costruite a partire dal XII secolo. Solo con i Malatesta San Giuliano e Rimini vennero cinti con un'unica struttura muraria e la strada principale di San Giuliano prese il nome di Via Maestra, diventando un prolungamento della Strada Maestra, la via principale di Rimini. Oltre i confini dell'abbazia terminavano le mura di San Giuliano: qui cominciava la via Emilia vera e propria;
- A sud: Borgo San Giovanni. Nacque come Borgo di San Gaudenzio (il patrono cittadino). Questo borgo, più piccolo di San Giuliano, era difeso solamente da palizzate, per questo era più esposto agli attacchi esterni. Fu più volte devastato nel corso dei secc. XIV e XV. Venne ricostruito a partire dal XVI secolo; vi si insediarono commercianti e piccoli artigiani, o il proletariato al servizio delle famiglie abbienti della città. In questo periodo assunse il nome di Borgo di San Bartolo(meo), che conservò fino agli inizi del XX secolo, quando venne sostituito da quello attuale di Borgo di San Giovanni.

Nel XIII secolo iniziò un periodo di intensa attività urbanistica ed edilizia. Il Comune edificò nel punto dove il decumano incrocia via Gambalunga la piazza maggiore (l'attuale piazza Cavour). Qui furono costruiti il Palazzo dell'Arengo (cioè del Consiglio) e il Palazzo del Podestà. In seguito, al Palazzo dell'Arengo si aggiunse un nuovo corpo ribattezzato poi Palazzo Garampi (ancora oggi Palazzo Garampi è la sede del Municipio di Rimini). Su questa piazza sorse fin dall'antichità la fontana pubblica della città, per cui la piazza è conosciuta anche con il nome popolare di «Piazza della Fontana». L'antico Foro ospitò per secoli il mercato del bestiame, mentre in un angolo della piazza fu collocata la pescheria. Tutti i giorni le mogli dei pescatori vi portavano il pescato. La pescheria divenne il luogo d'incontro della Rimini cittadina con la Rimini marinara.
La cinta muraria malatestiana fu costruita in fasi differenti tra la metà del XIV e l'inizio del XV secolo, a difesa della città e del borgo San Giuliano, seguendo un tracciato leggermente esterno rispetto alle precedenti mura di età repubblicana e federiciana.  Le mura del borgo San Giuliano furono edificate per volere di Galeotto I Malatesta nel 1359, mentre la cinta muraria della città fu costruita nel 1426 da Carlo Malatesta. A coronamento della costruzione delle mura fu eretta la Rocca Malatestiana, ovvero Castel Sismondo, nella parte nord-ovest della città.
Al di là delle mura, il primo sobborgo nella direzione del mare sorse nella seconda metà del XIV secolo. Il convento e la chiesa dei Celestini furono il nucleo attorno al quale si sviluppò il Borgo di S. Nicolò (dalla Chiesa di S. Nicolò al Porto), che poi divenne Borgo Marina. All'inizio del XV secolo i quartieri portuali assunsero una definita fisionomia, che durò fino all'Ottocento: il porto  (ristrutturato dai Malatesta), con Borgo San Giuliano sulla sinistra e il Borgo Marina sulla destra, entrambi dotati di cinte murarie rivolte verso il mare. Nello stesso periodo venne realizzato nel
Borgo Marina il primo importante squero della città.

Il più grande problema che i riminesi dovettero affrontare riguardo al porto fu il pericolo d'interramento. Il Marecchia, infatti, ha un regime torrentizio per cui la portata d'acqua non è costante. Se il periodo di magra si prolunga nel tempo c'è il rischio che il fiume si secchi. L'unica soluzione trovata in Età moderna fu quella di realizzare i moli guardiani, cioè delle estremità che prolungano in mare per centinaia di metri le banchine di attracco. Questa soluzione permise di rimediare al problema dell'interramento, ma causò anche la progressiva sedimentazione a sud della città, controbilanciata dall'erosione a nord. L'effetto fu che il mare si ritirò progressivamente, allontanando nei secoli il porto dalla città.

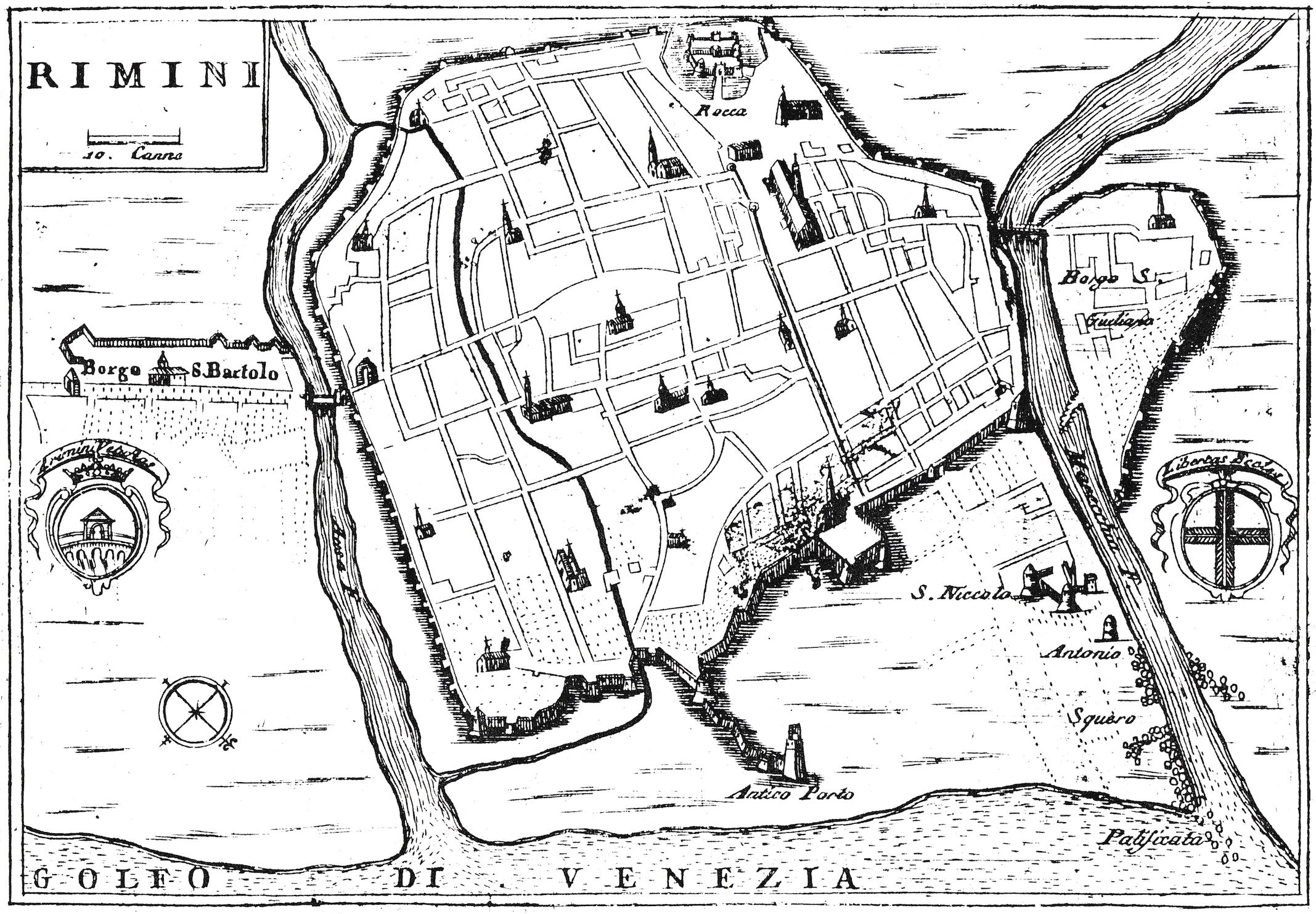
Pianta di Rimini nel 1708.

## Il XVIII e XIX secolo
I mutamenti verificatisi tra il XV e il XIX secolo non comportarono modifiche sostanziali all'impianto ormai consolidato della città. Le vaste aree libere parzialmente coltivate a orti che esistevano nel tessuto urbano furono rimarginate solo tra la metà dell'Ottocento e i primi anni del Novecento.
Ancora nel XVIII secolo inoltrato la campagna arrivava a ridosso delle mura occidentali. Nello stesso periodo fu costruito un nuovo faro poiché quello medievale, situato a poche centinaia di metri dalle mura, non era più visibile dalle navi di passaggio a causa dell'arretramento della linea di costa. Il nuovo faro fu edificato sul litorale (alla destra del fiume Marecchia). Qui sorsero anche i nuovi cantieri navali della città. Anche la prima attività industriale si sviluppò lungo il fianco destro del fiume: la Raffineria dello zolfo.
All'inizio del secolo la cinta muraria fu abbattuta, il fossato della Rocca Malatestiana fu interrato e la Rocca fu trasformata nel carcere cittadino (conservò questa funzione fino alla seconda metà del XX secolo).
Nello stesso periodo si verificò la prima urbanizzazione dell'area ad ovest delle mura. L'agglomerato prese il nome di Borgo di Sant'Andrea. Qui i contadini vennero a scambiare le proprie merci. In poco tempo sorse il Foro boario.
Nel 1825 l'immigrazione e soprattutto la necessità di localizzare fuori dalla cinta muraria le attività produttive portarono alla formazione, lungo le tre direttrici per l'entroterra, dell'attuale borgo Mazzini.
Nel 1843 aprì il primo stabilimento balneare. Si trattò di un evento isolato, che non influì direttamente nello sviluppo urbano. Ben maggiori conseguenze ebbe la costruzione della ferrovia.
La linea fu tracciata ad est della cinta muraria, verso il mare. Dopo la sua costruzione, si creò una frattura nel territorio, che rimase diviso inevitabilmente in due aree, «sopra la ferrovia» e «sotto la ferrovia». Tutto lo sviluppo che si ebbe al di là della linea ferroviaria interessò le attività marinare, mentre la città vera e propria rimase ad ovest della ferrovia. Per i riminesi di città il nuovo agglomerato urbano era semplicemente «la Marina».

## Il XX secolo
L'espansione urbana divenne più rapida ed intensa tra gli anni venti e trenta del Novecento, quando avvenne il raccordo della città turistica con la città antica, ponendo fine alla storica separazione causata dalla presenza della linea ferroviaria.
Negli anni 1930 furono eseguiti diversi interventi nel centro storico di Rimini: abbattimento di edifici vetusti e sostituzione con nuovi fabbricati, con l'intento di dare un volto moderno alla città. I maggiori sventramenti avvennero nell'area a ridosso dell'Arco di Augusto.
Le infrastrutture più importanti che furono realizzate in questo periodo furono: il Ponte dei Mille (il secondo ponte cittadino sul Marecchia, che mette in comunicazione Borgo Marina con l'area a mare di Borgo San Giuliano), il deviatore del Marecchia (nuova foce del fiume) e il Lungomare. I terreni agricoli compresi tra il mare e la ferrovia, lungo la direttrice litoranea, furono in gran parte edificati in seguito al forte sviluppo turistico.
Durante la Seconda guerra mondiale Rimini non subì danni fino al 1944. In quell'anno invece si trovò sulla linea del fronte. Il 25 agosto gli Alleati scatenarono un poderoso attacco alle linee di difesa tedesca. La resistenza germanica fu arcigna. Ne scaturì una battaglia durata tre mesi. Alla fine gli Alleati presero la città, ma il prezzo pagato da Rimini fu elevato.
Venne raso al suolo più dell'80% degli edifici e migliaia di civili perirono negli scontri e nei bombardamenti (anche a causa degli attacchi precedenti alla «Operazione Olive»).
Nel secondo dopoguerra fu avviata un'intensa opera di ricostruzione. Inoltre furono edificati quartieri del tutto nuovi in zone dove, prima del conflitto, non era mai stato costruito. Ad ovest della città, via Covignano divenne l'asse di un'intensa opera di urbanizzazione. Il torrente Ausa fu deviato a monte della città per farlo confluire nel Marecchia; l'antico letto fu tombinato e si demolì anche il ponte che l'attraversava. Da allora l'Arco di Augusto è isolato dall'ambiente circostante, al centro di un ampio piazzale.
L'espansione di Rimini avvenne prevalentemente tramite lottizzazioni di piccoli proprietari agricoli, piuttosto che attraverso un disegno complessivo e partecipato della forma urbana: ciò fu dovuto anche all'assenza di un piano regolatore (che fu approvato solo nel 1965). L'unico strumento urbanistico vigente fino a tale data fu il Piano di Ricostruzione del 1945, la cui scarsa attenzione alla tipologia edilizia e alla morfologia del tessuto urbano portò in molti casi all'attuazione di interventi che, pur rispettando il perimetro degli antichi isolati, ne alterarono in modo significativo la volumetria.
Tra il 1962 e il 1986 furono progettati e realizzati i maggiori complessi di edilizia economica e popolare (III PEEP Celle, IV PEEP Marecchiese e V PEEP Ausa), entro i nuovi limiti urbani rappresentati dall'autostrada posta a ridosso della città, dalla circonvallazione e dal deviatore del Marecchia. L'espansione delle nuove periferie e la definitiva saturazione della fascia a mare della linea ferroviaria portarono ad una saldatura dell'area urbana con le frazioni litoranee e gli altri centri della Riviera romagnola, che si configura oggi come una conurbazione costiera estesa ininterrottamente per oltre 50 km.